# Torek
Tôrek je dan v tednu med ponedeljkom in sredo. Po sodobnem evropskem pojmovanju je torek drugi dan v tednu (glej ISO 8601), po starem judovskem gledanju pa tretji. Tako je tudi v ZDA, kjer je torek po navadi dan volitev. Zvezne volitve so na torek po prvem ponedeljku v novembru.
Slovensko ime torek izhaja iz starocerkvenoslovanske besede vъtorъ 'drugi' ter se nanaša na vrstni red tega dneva v tednu. Sorodna imena najdemo tudi v drugih slovanskih jezikih, npr. poljsko wtorek, rusko vtornik (вторник), slovaško utorok, srbohrvaško utorak, v ruščini pa je še naprej uporabljana tudi beseda vtoroj (второй) v pomenu 'drugi'.
V latinščini je bil torek poimenovan dies Martis po rimskem bogu Marsu. Sorodna imena še naprej najdemo v večini sodobnih romanskih jezikov, npr. francosko mardi, italijansko martedì, špansko martes.